# Александър Якимов
Александър Димитров Якимов е български футболист, нападател, младежки национал на България, бивш състезател на ПФК ЦСКА (София), понастоящем играещ като нападател за отбора на Вихрен (Сандански).

## Кариера
Започва да играе футбол в Пирин (Благоевград).
На 9 август 2008 Якимов прави дебюта си в професионалния футбол в мач срещу Ботев (Криводол).
На 7 август 2010 година младият Якимов отбелязва първите си голове в А група. Това се случва в двубоя Пирин – Сливен, когато Якимов влиза при негативен за отбора му резултат и с двата си гола носи победата на благоевградчани.
През октомври 2008 е извикан в младежкия национален отбор по футбол на България за приятелски мач с отборите на Гърция и Северна Македония.
През лятото на 2013 година разтрогва договора си с ЦСКА, предвид неясното бъдеще на клуба и става част от отбора на Локомотив (Пловдив).

## Статистика по сезони
- 2007 – 2009 Пирин – 15 мача (0 гола)
- 2009 – 2010 /есен/ Банско – 14 мача (1 гол)
- 2009 – 2010 /пролет/ Пирин – 1 мач (0 гола)
- Младежки отбор на България до 21 години 1 мач (0 гола)